# Трстеник Нартски
Трстеник Нартски је насељено место у саставу општине Ругвица у Загребачкој жупанији, Хрватска. До територијалне реорганизације у Хрватској налазио се у саставу бивше велике општине Дуго Село.

## Становништво
На попису становништва 2011. године, Трстеник Нартски је имао 560 становника.

## Попис1991.
На попису становништва 1991. године, насељено место Трстеник Нартски је имало 204 становника, следећег националног састава:
| Попис 1991.‍  | Попис 1991.‍  | Попис 1991.‍ | Попис 1991.‍ | Попис 1991.‍ |
| ------------ | ------------ | ----------- | ----------- | ----------- |
|              |              |             |             |             |
| Хрвати       | Хрвати       |             | 162         | 79,41%      |
| Срби         | Срби         |             | 19          | 9,31%       |
| Југословени  | Југословени  |             | 10          | 4,90%       |
| Муслимани    | Муслимани    |             | 6           | 2,94%       |
| Македонци    | Македонци    |             | 1           | 0,49%       |
| остали       | остали       |             | 1           | 0,49%       |
| неопредељени | неопредељени |             | 3           | 1,47%       |
| регион. опр. | регион. опр. |             | 2           | 0,98%       |
| укупно: 204  |              |             |             |             |